# Trachyodynerus sauditus
Trachyodynerus sauditus är en stekelart som beskrevs av Giordani Soika 1989. Trachyodynerus sauditus ingår i släktet Trachyodynerus och familjen Eumenidae. Inga underarter finns listade i Catalogue of Life.